# HTTP 404

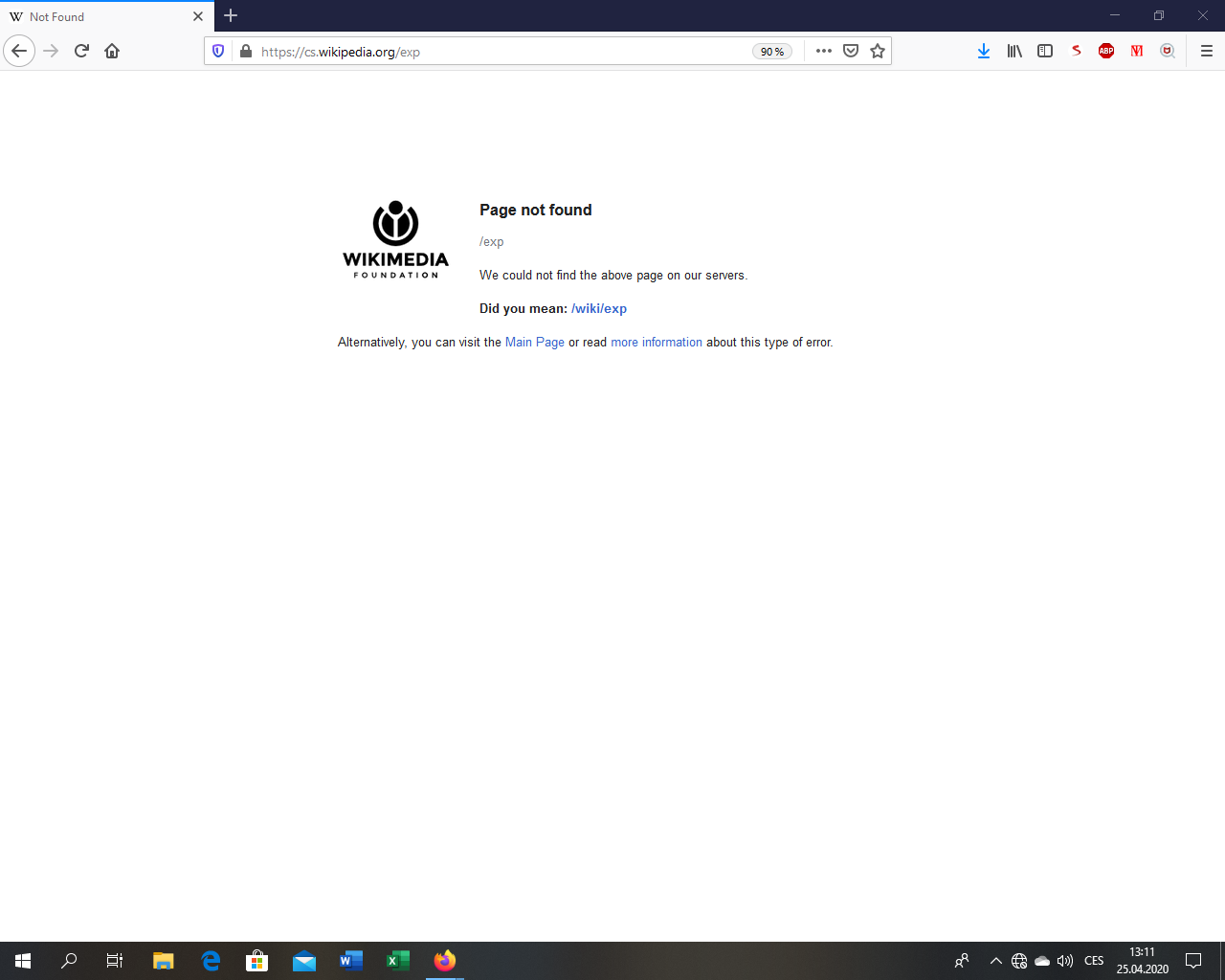
Snímek obrazovky s chybou 404 na Wikipedii

404 nebo Not Found je stavový kód ze skupiny klientských chyb, vracený serverem v případě, že požadovaný soubor nebyl nalezen. Stavový kód HTTP protokolu navrhl Timothy Berners-Lee (zakladatel www). Stalo se tak na konsorciu W3C v roce 1992. Kódy chyb se staly součástí specifikace HTTP verze 0.9, jako základ se použily stavy z FTP protokolu, který už byl zaveden v roce 1985. Ostré nasazení se dočkaly stavové kódy ve verzi HTTP 1.0. Stavové hlášení se skládá z čísla a popisu v anglickém jazyce. Rozlišuje se pět kategorií, přičemž nejznámější značení je 4xx a 5xx. Tedy hlášení o chybě na straně klienta 4xx, nebo na straně serveru 5xx. Poslední dvě čísla pak udávají konkrétní chybu.

## Přehled
Pokud je odeslán požadavek, webový server na něj odpoví kódem. První čtyřka znamená, že chyba je způsobena klientem, další dvě číslice vyjadřují, že klient zažádal o neexistující adresu.
Odezva obsahuje kód a označení chyby v lidem srozumitelné podobě – specifikace navrhuje frázi Not Found. Většina serverů ponechává výchozí.
Chyba 404 bývá vrácena, i pokud požadovaný soubor existoval a byl přesunut, nebo smazán. V prvním případě je vhodnější použít kód HTTP 301, v tom druhém HTTP 410.
Chyby 404 by neměly být zaměňovány s chybami DNS (např. nebyl nalezen server).

## Vlastní chybové stránky
Většina webových serverů umožňuje nastavit si vlastní chybovou stránku.
Internet Explorer (do verze 7) nedokázal zobrazit chybovou stránku menší než 512 bajtů. Namísto ní zobrazil vlastní „přívětivou“ chybu. Podobnou funkcionalitu obsahuje i Google Chrome, který na ní zobrazí návrhy.

## Falešná 404
Některé servery nevrací kód 404 (často přestože chybu sdělují v těle odpovědi), ale kód HTTP 200, což může způsobit problém programům kontrolujícím funkčnost odkazů.